# Międzynarodowa Federacja Orientacji Sportowej

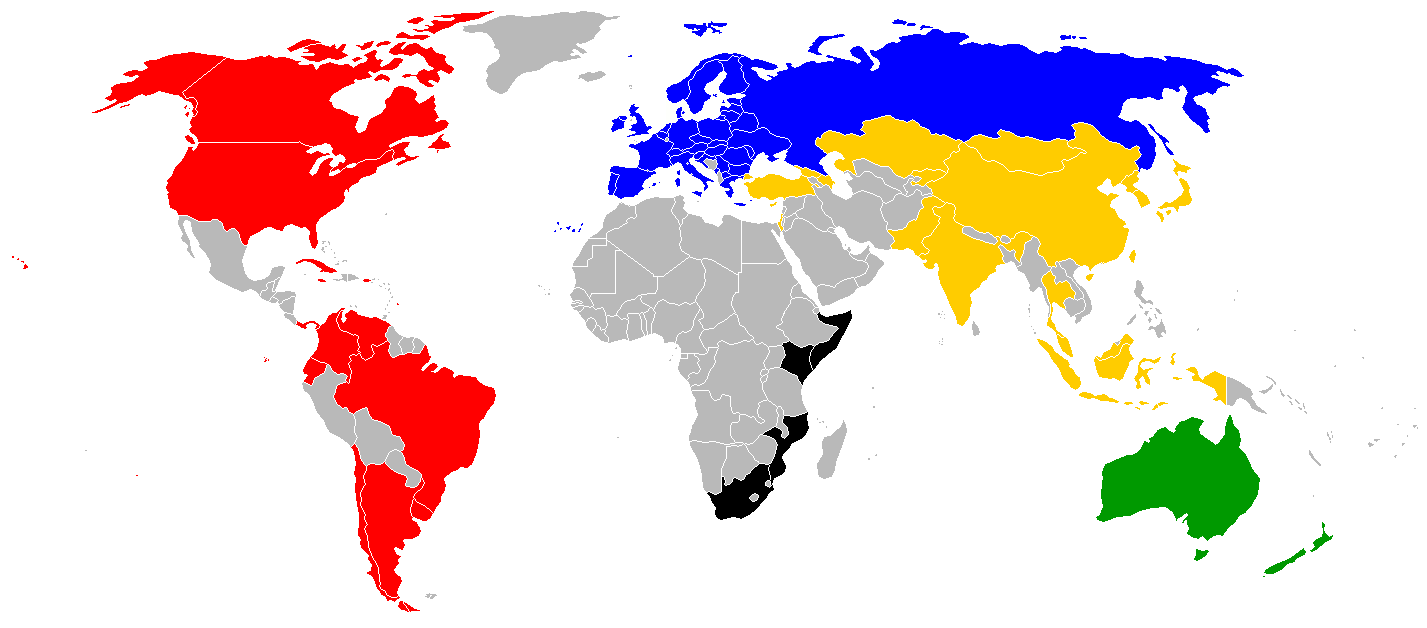
Państwa członkowskie

Międzynarodowa Federacja Orientacji Sportowej (ang. International Orienteering Federation, IOF) – międzynarodowa organizacja zrzeszająca narodowe związki sportów na orientację (w Polsce jest to Polski Związek Orientacji Sportowej – PZOS). Siedziba IOF znajduje się w Helsinkach, Finlandia.
Zgodnie ze statutem federacji, jej obszarem działania są następujące dyscypliny orientacji sportowej:
- bieg na orientację,
- rowerowa jazda na orientację,
- narciarski bieg na orientację,
- orientacja precyzyjna.

Do zadań federacji należy opracowywanie międzynarodowych zasad i standardów dla poszczególnych dyscyplin orientacji sportowej w ramach poszczególnych komisji. Do jej kompetencji należy także wybór przez jej członków miejsc rozgrywania międzynarodowych zawodów, m.in. mistrzostw świata w biegu na orientację.
IOF powstała w 1961 roku na konferencji dziesięciu państw w Kopenhadze, Dania. Założycielami tej organizacji byli: Bułgaria, Czechosłowacja, Dania, Finlandia, Norwegia, Niemiecka Republika Demokratyczna, Republika Federalna Niemiec, Szwajcaria, Szwecja i Węgry.

## Struktura
IOF posiada 12 członków, w tym: prezydenta, wiceprezydenta seniora oraz dwóch wiceprezydentów.
Na co dzień pracami IOF-u kieruje sekretarz oraz asystent sekretarza.
Opracowywaniem zasad i standardów w IOF zajmują się poszczególne komisje:
- środowiska,
- biegu na orientację,
- techniki (IT),
- map,
- medycyny,
- rowerowej jazdy na orientację (MTB-O),
- strategii rozwoju,
- regulaminowa,
- narciarskiego biegu na orientację (Ski-O),
- orientacji sportowej niepełnosprawnych (Trial-O).

## Publikacje
Na temat bieżących informacji wydawany jest w wersji elektronicznej O-zine.
Do ważnych publikacji można zaliczyć: 
- standardy ISOM dotyczące zasad kreślenia map (International Specification for Orienteering Maps),
- standardy ISSOM2005 dotyczące kreślenia map do biegu sprinterskiego i w orientacji niepełnosprawnych (International Specification for Sprint Orienteering Maps),
- zestawienie piktogramów opisujących punkty kontrolne (Control Descriptions 2004 Edition).

## Państwa członkowskie
Według stanu na maj 2011, IOF zrzesza 73 państwa członkowskie. Do momentu zebrania się XXV Zgromadzenia Ogólnego IOF istniał podział na „pełnoprawnych członków” (full member) oraz „członków stowarzyszonych” (associate member), jednak ten podział zniesiono i wprowadzono wyłącznie status „członka”, a dotychczasowi członkowie stowarzyszeni otrzymali status „członka tymczasowego” (provisional member). Członkowie tymczasowi są pozbawieni możliwości głosowania podczas Zgromadzeń Ogólnych IOF oraz nie mogą nominować kandydatów do Rady IOF (IOF Council), natomiast zyskali prawo do uczestnictwa we wszystkich zawodach IOF-u, w tym w mistrzostwach świata w biegu na orientację. Według takiego podziału 52 państwa to pełnoprawni członkowie, a 21 państw to członkowie tymczasowi.
Na poszczególnych kontynentach jest następująca liczba członków: 35 z Europy, 18 z Azji, 14 z Ameryki, 4 z Afryki i 2 z Australii i Oceanii. 
| Afryka              | Afryka              | Afryka    | Afryka              | Afryka     |
| ------------------- | ------------------- | --------- | ------------------- | ---------- |
| Kenia*              | Mozambik*           | Somalia*  | Południowa Afryka   |            |
| Ameryka             |                     |           |                     |            |
| Argentyna*          | Barbados            | Brazylia  | Chile*              | Ekwador*   |
| Jamajka*            | Kanada              | Kolumbia  | Kuba*               | Panama*    |
| Portoryko*          | Stany Zjednoczone   | Urugwaj*  | Wenezuela*          |            |
| Australia i Oceania |                     |           |                     |            |
| Australia           | Nowa Zelandia       |           |                     |            |
| Azja                |                     |           |                     |            |
| Chiny               | Cypr                | Gruzja*   | Hongkong            | Indie*     |
| Indonezja*          | Izrael              | Japonia   | Kazachstan          | Kirgistan* |
| Korea Południowa    | Korea Północna      | Malezja*  | Mongolia            | Pakistan*  |
| Tajlandia*          | Chińskie Tajpej     | Turcja    |                     |            |
| Europa              |                     |           |                     |            |
| Austria             | Belgia              | Białoruś  | Bułgaria            | Chorwacja  |
| Czarnogóra          | Czechy              | Dania     | Estonia             | Finlandia  |
| Francja             | Grecja*             | Hiszpania | Holandia            | Irlandia   |
| Liechtenstein       | Litwa               | Łotwa     | Macedonia Północna* | Mołdawia   |
| Niemcy              | Norwegia            | Polska    | Portugalia          | Rosja      |
| Rumunia             | Serbia i Czarnogóra | Słowacja  | Słowenia            | Szwecja    |
| Szwajcaria          | Ukraina             | Węgry     | Wielka Brytania     | Włochy     |

* – członek tymczasowy (dawniej członek stowarzyszony)